# Coverdale•Page
Coverdale•Page foi um duo formado pelo vocalista do Whitesnake (que também passou pelo Deep Purple) David Coverdale e pelo guitarrista do Led Zeppelin, Jimmy Page.
O álbum de estreia deles, Coverdale/Page, foi lançado em 15 de março de 1993 e chegou à 4ª posição no Reino Unido e à 5ª na Billboard 200 dos EUA. O álbum recebeu certificação ouro pela RIAA após vender mais de 500 mil cópias e eventualmente atingiu a certificação platina. O álbum também recebeu um prêmio da Sony Music no Japão pelas mais de 150 mil cópias vendidas lá além de um prêmio da EMI por vender mais de 60 mil cópias no Reino Unido.
À época do projeto, Jimmy tentava uma colaboração com o vocalista Robert Plant, seu ex-companheiro de Led Zeppelin, que relutava em aceitar a parceria. Quando a parceria com David surgiu, Robert se referiu a ela como "David Cover-version", num trocadilho com o sobrenome de David e o termo "cover".

## Membros
- David Coverdale - vocais, violão
- Jimmy Page - guitarras, baixo, gaita, dulcimer, vocais de apoio

Músicos adicionais
- Denny Carmassi - bateria, percussão (álbum e turnê)
- Lester Mendel - teclados, percussão
- Jorge Casas - baixo
- Ricky Phillips - baixo
- John Harris - gaita
- Tommy Funderburk - vocais de apoio
- John Sambataro - vocais de apoio
- Brett Tuggle - teclados, vocais de apoio (turnê)
- Guy Pratt - baixo, vocais de apoio (turnê)
- Mark Luckhurst - baixo (ensaios e vídeo)

## Discografia

### Álbuns
- Coverdale•Page (1993) - UK 4ª; U.S. 5ª [7]

### Singles
| Ano  | Single                       | Parada                          | Posição | Chart            | Posição |
| ---- | ---------------------------- | ------------------------------- | ------- | ---------------- | ------- |
| 1993 | "Pride and Joy"              | U.S. Hot Mainstream Rock Tracks | 1       | UK Singles Chart | -       |
| 1993 | "Shake My Tree"              | U.S. Hot Mainstream Rock Tracks | 3       | UK Singles Chart | -       |
| 1993 | "Take Me for a Little While" | U.S Hot Mainstream Rock Tracks  | 15      | UK Singles Chart | 29      |
| 1993 | "Over Now"                   | U.S. Hot Mainstream Rock Tracks | 24      | UK Singles Chart | -       |
| 1993 | "Take a Look at Yourself"    | U.S Hot Mainstream Rock Tracks  | -       | UK Singles Chart | 43      |